# Георгиу, Георгий Александрович
Гео́ргий Алекса́ндрович Гео́ргиу (26 августа 1915, Смоленск — 11 марта 1991, Москва) — советский актёр кино, озвучивания и дубляжа; заслуженный артист РСФСР (1974). Член КПСС с 1969 года. Участник Великой Отечественной войны.

## Биография
Родился 26 августа 1915 в Смоленске. Учился и работал в студии Р. Симонова (1933—1938), в училище при театре Революции. В годы Великой Отечественной войны был призван в декабре 1942 года, служил в 100 гаубичной артиллерийской бригаде БМ 5 артд Резерва ГК 1-го Белорусского фронта, младший лейтенант, награждён орденами Отечественной войны II степени и Красной Звезды. Окончание службы 28.03.1949 года, в звании лейтенанта.
Актёр Театра-студии киноактёра. Дебютировав в 18 лет в роли хулигана в картине «Весенние дни», практически не знал простоя, ибо спрос на его дарование был велик. В жизни был добрым и приветливым человеком, однако на экране создавал образы бюрократов, подхалимов, взяточников, скандалистов и прохиндеев.
Член КПСС с 1969 года по 1991 год.
Скончался 11 марта 1991 года в Москве. Похоронен на Даниловском кладбище.

## Награды и почётные звания
- орден Красной Звезды. Приказ командира 100 габр БМ 5 артд РГК 1-го Белорусского фронта № 35/н от 26.03.1945,
- Медаль «За освобождение Варшавы»
- Медаль «За взятие Берлина»
- медаль «За победу над Германией в Великой Отечественной войне 1941—1945 гг.» 9.05.1945,
- орден Отечественной войны II степени 5.05.1946
- 1974 год — заслуженный артист РСФСР.
- орден Отечественной войны II степени 6.04.1985[1]

## Фильмография
1. 1934 — Весенние дни — хулиган
2. 1936 — Девушка спешит на свидание — влюблённый
3. 1941 — Боевой киносборник № 7 (новелла «Ровно в семь») — адъютант (нет в титрах)
4. 1942 — Боевой киносборник № 10 (новелла «Молодое вино») — немецкий лейтенант (нет в титрах)
5. 1942 — Боевой киносборник № 12 (новелла «Ванька») — фашист (нет в титрах)
6. 1942 — Котовский — Крошка, уголовник
7. 1942 — Парень из нашего города — врач-ординатор (нет в титрах)
8. 1942 — Секретарь райкома — адъютант Макенау
9. 1946 — Крейсер «Варяг» — французский офицер (нет в титрах)
10. 1948 — Русский вопрос — парикмахер (нет в титрах)
11. 1948 — Молодая гвардия — адъютант генерала
12. 1948 — Мичурин — чиновник (нет в титрах)
13. 1948 — Третий удар — Исса
14. 1949 — Встреча на Эльбе — корреспондент Ллойд (нет в титрах)
15. 1950 — Мусоргский — Гагин
16. 1950 — Огни Баку — член британской миссии (нет в титрах)
17. 1950 — Секретная миссия — Берг
18. 1953 — Беззаконие (короткометражный) — сосед Мигуева (нет в титрах)
19. 1953 — Нахлебник — дворецкий Нарцыс Константинович Трембинский
20. 1953 — Адмирал Ушаков — турецкий посол (нет в титрах)
21. 1954 — Шведская спичка
22. 1954 — Верные друзья — референт академика Нестратова (в титрах Г. Георгеу)
23. 1954 — Море студёное — Хендрикс
24. 1955 — Костёр бессмертия — дворянин (нет в титрах)
25. 1955 — Княжна Мери — Раевич
26. 1955 — Попрыгунья — Уздечкин, виртуоз-виолончелист, друг Ольги Ивановны
27. 1955 — За витриной универмага — Григорий Ильич Маслов, жулик
28. 1956 — Поэт — отец Орловского (в титрах В. Георгиу)
29. 1956 — Первые радости — Анатолий Михайлович Ознобишин
30. 1957 — Необыкновенное лето — Анатолий Михайлович Ознобишин
31. 1957 — Девушка без адреса — ответственный квартиросъёмщик
32. 1958 — Хождение по мукам — пассажир (нет в титрах) (фильм № 2 «Восемнадцатый год»)
33. 1958 — У тихой пристани — Александр Юрьевич, кинорежиссёр
34. 1959 — Заре навстречу — Дависон
35. 1960 — Рыжик — Миллер
36. 1961 — Две жизни — министр (нет в титрах)
37. 1961 — Дуэль — Илья Михайлович Кирилин
38. 1961 — Совершенно серьёзно — директор магазина (фильм № 2 «История с пирожками»)
39. 1961 — Человек идёт за солнцем — Кока, парикмахер
40. 1961 — Чистое небо — Николай Авдеевич Пушков
41. 1962 — Мы вас любим — аукционист (эпизод 4 «Какая-то девочка»)
42. 1962 — Как рождаются тосты (короткометражный) — Иван Свиридович, работник планового отдела
43. 1963 — Крыса на подносе (короткометражный) — гость (нет в титрах)
44. 1964 — Обыкновенное чудо — министр-администратор
45. 1964 — Москва — Генуя — портной Журкин
46. 1964 — Фитиль — сосед (серия № 23 «Где же справедливость?»)
47. 1964 — Свет далёкой звезды — Арнольд Савельевич Горский, архитектор
48. 1966 — Фитиль — доктор (серия № 51 «Медицина бессильна»)
49. 1965 — Операция «Ы» и другие приключения Шурика — сосед с перевязанным горлом (в титрах — В. Георгиу) (новелла «Наваждение»)
50. 1966 — Скверный анекдот — вольный художник
51. 1966 — Нет и да — покупатель
52. 1966 — Весёлые расплюевские дни — помещик Чванкин
53. 1966 — Девочка на шаре — администратор манежа
54. 1967 — Большие хлопоты из-за маленького мальчика — иллюзионист
55. 1967 — Огонь, вода и… медные трубы — министр без портфеля
56. 1968 — Ошибка Оноре де Бальзака — банкир Гальперин
57. 1968 — Старая, старая сказка — Толстый (в титрах В. Георгиу)
58. 1968 — Угрюм-река — мистер Кук, инженер, американец
59. 1968 — Братья Карамазовы — судебный заседатель
60. 1968 — Улыбнись соседу — жилец дома
61. 1970 — Бушует «Маргарита» — пассажир Жорж Рощин
62. 1970 — Когда расходится туман — Семён Николаевич Бушков, высокопоставленный чиновник, браконьер
63. 1970 — Севастополь — Блябликов, военно-морской офицер
64. 1971 — Двенадцать стульев — ответственный на «Скрябине»
65. 1971 — Большие перегоны — журналист Борис Львович
66. 1972 — Где вы, рыцари? — сосед Ковальчука и Голубчика
67. 1972 — Приваловские миллионы — посетитель ярмарки (нет в титрах)
68. 1972 — Цирк зажигает огни — Абдул
69. 1973 — Дмитрий Кантемир — Шереметев
70. 1973 — Чиполлино — камергер Патиссон
71. 1973 — Не пройдёт и года… — заказчик
72. 1973 — Хлеб пахнет порохом — Нитковский
73. 1973 — Зарубки на память — Лейзер
74. 1974 — Нервный ребёнок (короткометражный) — доктор
75. 1974 — Лев Гурыч Синичкин — актёр Терсис Иванович Чахоткин
76. 1975 — Весна двадцать девятого — Белковский
77. 1975 — Ау-у! — сонный зритель (серия «Что наша жизнь?!, или Что наша жизнь?!»)
78. 1975 — Под крышами Монмартра — Бруйяр, директор театра
79. 1975 — От зари до зари — метрдотель Георгий Александрович
80. 1976 — Жизнь и смерть Фердинанда Люса — хозяин ресторана «Эврика»
81. 1976 — Ансамбль неудачников (короткометражный) — преподаватель на вступительных экзаменах
82. 1976 — Маринка, Янка и тайны королевского замка/Пастух Янка — астролог
83. 1977 — Первые радости — Ознобишин
84. 1977 — Про Красную Шапочку — Барин, отец ребёнка
85. 1979 — Пришелец (не был завершён) — высокопоставленный инопланетянин
86. 1980 — Если бы я был начальником… — юбиляр Михаил Петрович Пташук
87. 1980 — Комедия давно минувших дней — председатель симпозиума
88. 1980 — Коней на переправе не меняют — метрдотель
89. 1980 — Крах операции «Террор» — слуга Лука
90. 1980 — Мелодия на два голоса — свидетель драки, прохожий с супругой
91. 1981 — Фруза — муж Нонны
92. 1982 — Предчувствие любви — начальник Облрацпредла им. Ивана Кулибина
93. 1982 — Шофёр на один рейс — Иннокентий Павлович
94. 1982 — Просто ужас! — сосед
95. 1983 — Любовью за любовь — Леонато
96. 1985 — Багратион — хирург-профессор
97. 1987 — Сильнее всех иных велений — дядюшка Голицына

### Озвучивание и дубляж
- 1963 — Акционеры
- 1966 — Главный Звёздный (мультфильм)
- 1973 — Хаос — Галумян
- 1974 — Лечение Василия («Весёлая карусель» № 6) — врач
- 1976 — Настоящий тбилисец и другие
- 1978 — Чудеса в решете — свинья / крыса
- 1978 — Чудеса среди бела дня —  скрипач-холостяк / директор театра
- 1983 - Голубые горы или неправдоподобная история